# Одеса (Флорида)
Одесса (англ. Odessa) — переписна місцевість (CDP) в США, в окрузі Паско штату Флорида. Населення — 8080 осіб (2020).

## Географія
Одесса розташована за координатами 28°10′45″ пн. ш. 82°33′7″ зх. д. / 28.17917° пн. ш. 82.55194° зх. д. (28.179290, -82.551882).  За даними Бюро перепису населення США в 2010 році переписна місцевість мала площу 14,73 км², з яких 13,81 км² — суходіл та 0,92 км² — водойми.

## Демографія
Згідно з переписом 2010 року, у переписній місцевості мешкало 7267 осіб у 2636 домогосподарствах у складі 2014 родин. Густота населення становила 493 особи/км².  Було 2941 помешкання (200/км²).
Расовий склад населення:
| - 87,6 % — білих - 4,1 % — чорних або афроамериканців - 4,1 % — азіатів - 0,4 % — корінних американців - 0,1 % — вихідців з тихоокеанських островів - 1,4 % — осіб інших рас |

До двох чи більше рас належало 2,2 %. Частка іспаномовних становила 13,7 % від усіх жителів.
За віковим діапазоном населення розподілялося таким чином: 26,9 % — особи молодші 18 років, 64,8 % — особи у віці 18—64 років, 8,3 % — особи у віці 65 років та старші. Медіана віку мешканця становила 37,8 року. На 100 осіб жіночої статі у переписній місцевості припадало 99,9 чоловіків;  на 100 жінок у віці від 18 років та старших — 98,4 чоловіків також старших 18 років.
Середній дохід на одне домашнє господарство  становив 78 574 долари США (медіана — 55 368), а середній дохід на одну сім'ю — 84 559 доларів (медіана — 62 083). Медіана доходів становила 52 500 доларів для чоловіків та 42 467 доларів для жінок. За межею бідності перебувало 6,7 % осіб, у тому числі 6,7 % дітей у віці до 18 років та 6,7 % осіб у віці 65 років та старших.
Цивільне працевлаштоване населення становило 3156 осіб. Основні галузі зайнятості: науковці, спеціалісти, менеджери — 17,9 %, освіта, охорона здоров'я та соціальна допомога — 17,3 %, фінанси, страхування та нерухомість — 14,1 %.